# Geographische Kommission für Westfalen
Die Geographische Kommission für Westfalen (GeKo) ist ein wissenschaftliches Gremium des Landschaftsverbands Westfalen-Lippe (LWL) mit Sitz in Münster. Sie ist neben der Literaturkommission für Westfalen, der Altertumskommission für Westfalen, der Historischen Kommission für Westfalen, der Kommission für Mundart- und Namenforschung Westfalens und der Kommission Alltagskulturforschung für Westfalen eine von sechs wissenschaftlichen Kommissionen für Landeskunde des LWL.
Die Kommission unterstützt und fördert mit Hilfe ihrer derzeit 107 ehrenamtlichen Mitglieder (Stand: August 2024) aus Wissenschaft und Praxis die geographisch-landeskundliche Forschung zu geographischen Themen mit Bezug zum Raum Westfalen-Lippe. Zu diesen Themen zählen u. a. Landesnatur (Böden, Relief, Klima), Ökologie, regenerative Energien, Siedlungsentwicklung, Bevölkerungsstruktur, Kultur und Bildung, Wirtschaft, Verkehr, Tourismus, Administration und Landesplanung. Die Forschungsergebnisse veröffentlicht die Geographische Kommission für Westfalen in eigenen Schriftenreihen, Atlasbänden und Online-Artikeln.

## Geschichte
Die Geographische Kommission für Westfalen wurde 1936 gegründet. Ihre Existenz verdankt sie dem Provinzialverband Westfalen, der die interdisziplinäre Kulturraumforschung zur Erarbeitung eines Gesamtbildes von Westfalen initiiert und finanziell durch Personal und Sachmittel gefördert hat. Heute wird die Geographische Kommission finanziell vom Landschaftsverband Westfalen-Lippe getragen, der seit 1953 die Nachfolgebehörde des früheren Provinzialverbandes ist.

## Struktur
Organisatorisch ist die Geographische Kommission, wie die anderen wissenschaftlichen Kommissionen des LWL auch, der Kulturabteilung des LWL zugeordnet.
Die Mitglieder beteiligen sich ehrenamtlich an Veröffentlichungen der Kommission und kommen einmal jährlich auf einer Jahrestagung zusammen. Dort werden auch neue Mitglieder durch die Kommission gewählt. Dabei wird eine Ausgewogenheit der regionalen und fachlichen Themenschwerpunkte angestrebt. So sind nicht nur Geographen unter den Mitgliedern, sondern auch Vertreter der Fachrichtungen Botanik, Zoologie, Landschaftsökologie sowie Regional-, Landschafts-, Verkehrs- und Stadtplanung. Auch Lehrer und Verwaltungsangestellte bringen ihre Fachkenntnissen über Westfalen ein.
Auf der Jahresversammlung wird auch der Vorstand und der erste Vorsitzende gewählt. Automatisch Mitglied des Vorstands ist der amtierende Kulturdezernent des LWL. Der Vorstand berät über die langfristigen Forschungsvorhaben und das jährliche wissenschaftliche Arbeitsprogramm. In der Geschäftsstelle werden die Veröffentlichungen vorbereitet, Tagungen und Exkursionen organisiert, die Internetpräsenz aktualisiert, Karten und Grafiken erstellt, Daten gesammelt, Projektideen entwickelt und Kontakte gepflegt. Zurzeit sind für die Kommission in der Geschäftsstelle vier feste Mitarbeitende sowie ein Volontär tätig. Geschäftsführer ist seit 2007 Rudolf Grothues.

## Vorsitzende
Erste Vorsitzende seit der Gründung der Kommission:
- 1936–1945 Hans Dörries
- 1946–1983 Wilhelm Müller-Wille
- 1983 Heinz Günther Steineberg (interimistisch nach dem Tode von Müller-Wille)
- 1983–1996 Alois Mayr
- 1996–2010 Heinz Heineberg
- 2010–2013 Klaus Temlitz
- seit 2013 Karl-Heinz Otto

## Publikationen

### Atlas von Westfalen
Der erste mit Karten und Texten im Jahr 1985 erschienene geographisch-landeskundliche Atlas von Westfalen dient als landeskundliche Informationsquelle für Bürger, Wissenschaft, Verwaltungen und Planungsbehörden. Er unterstützt zudem insbesondere den Schulunterricht und die Heimatpflege. In der Regel stehen einer ganzseitigen Hauptkarte mehrere Nebenkarten sowie Diagramme, Profile oder Fotos gegenüber, welche die Thematik der Hauptkarte ergänzen und vertiefen. Zu jedem Doppelblatt ist ein mit Abbildungen, Tabellen, Übersichten und Literaturnachweisen ausgestatteter Sachkommentar in einem gesonderten Textheft erhältlich oder als Text auf dem Atlasblatt selbst abgedruckt.
Seit 2017 werden die behandelten Themen in einzelnen Buchbänden mit eingebundenen Karten veröffentlicht.
Bisher erschienene Bände (seit 2017):
1. Fließgewässer in Westfalen (2017)
2. Stiftungen in Westfalen (2018)
3. Flächen des Naturschutzes in Westfalen (2020)
4. Mineralölwirtschaft und Tankstellen in Westfalen (2019)
5. Schifffahrtskanäle in Westfalen (2019)
6. Kohlenwasserstoffe im Münsterland (2019)
7. Höhenformationen und Höhen in Westfalen. Das Weserbergland (2022)
8. Höhenformationen und Höhen in Westfalen. Das Süderbergland (2023)
9. Erneuerbare Energien in Westfalen (2022)

### Städte und Gemeinden in Westfalen
In ihrer Reihe „Städte und Gemeinden in Westfalen“ stellt die Kommission sämtliche Städte und Gemeinden Westfalens vor. Dabei werden alle Beiträge durch eine Vielzahl von Tabellen, Grafiken, Luftbildern, Fotos und thematischen Karten in verschiedenen Maßstäben ergänzt. In den ersten 15 Bänden wurden Kreise (mit den jeweils zugehörigen kreisangehörigen Kommunen) sowie kreisfreie Städte vorgestellt, seit 2017 werden die Städte und Gemeinden explizit einzeln behandelt. Herausgeber der Reihe sind seit 2017 Carola Bischoff, Rudolf Grothues und Karl-Heinz Otto. Die mittlerweile 29 Bände dieser Reihe richten sich an eine breite Öffentlichkeit. Einige vergriffenen Bände sind als Download verfügbar. Bisher erschienen:
1. Der Kreis Steinfurt, hg. von Alois Mayr, Dieter Stonjek, und Klaus Temlitz, Red. Rudolf Grothues. (= Städte und Gemeinden in Westfalen 1). Münster 1994. Download, 184 MB
2. Der Kreis Siegen-Wittgenstein, hg. von Hartmut Eichenauer, Alois Mayr und Klaus Temlitz, Red. Rudolf Grothues. (= Städte und Gemeinden in Westfalen 2). Münster 1995. Download, 100 MB
3. Der Kreis Höxter, hg. von Alois Mayr, Adolf Schüttler und Klaus Temlitz, Red. Rudolf Grothues. (= Städte und Gemeinden in Westfalen 3). Münster 1996. Download, 96 MB
4. Der Kreis Paderborn, hg. von Heinz Heineberg, Gerhard Henkel, Manfred Hofmann und Klaus Temlitz, Red. Rudolf Grothues. (= Städte und Gemeinden in Westfalen 4). Münster 1997. Download, 73 MB
5. Der Kreis Olpe, hg. von Günther Becker, Heinz Heineberg, Klaus Temlitz und Peter Weber, Red. Rudolf Grothues. (= Städte und Gemeinden in Westfalen 5).  Münster 1998.
6. Der Hochsauerland-Kreis, hg. von Heinz Heineberg, Reinhard Köhne, Hildegard Richard und Klaus Temlitz, Red. Rudolf Grothues. (= Städte und Gemeinden in Westfalen 6). Münster 1999. Download, 44 MB
7. Der Kreis Coesfeld, hg. von Heinz Heineberg und Klaus Temlitz, Red. Rudolf Grothues. (= Städte und Gemeinden in Westfalen 7). Münster 2000.
8. Die Emscher-Lippe-Region [ Kreis Recklinghausen, kreisfreie Städte Bottrop und Gelsenkirchen ], hg. von Heinz Heineberg, Alois Mayr, Wolfgang Seidel und Klaus Temlitz, Red. Rudolf Grothues. (= Städte und Gemeinden in Westfalen 8). Münster 2002.
9. Der Kreis Borken, hg. von Heinz Heineberg und Klaus Temlitz, Red. Rudolf Grothues. (= Städte und Gemeinden in Westfalen 9). Münster 2004.
10. Der Märkische Kreis, hg. von Heinz Heineberg, Günter Rosenbohm und Klaus Temlitz (Hg.), Red. Rudolf Grothues. (= Städte und Gemeinden in Westfalen 10). Münster 2005.
11. Der Kreis Gütersloh, hg. von Rudolf Grothues, Heinz Heineberg und Rolf Lindemann, Red. Carola Bischoff. (= Städte und Gemeinden in Westfalen 11). Münster 2009.
12. Münster – Stadtentwicklung zwischen Tradition, Herausforderungen und Zukunftsperspektiven, hg. von Thomas Hauff und Heinz Heineberg, Red. Markus Wieneke und Carola Bischoff. (= Städte und Gemeinden in Westfalen 12). Münster 2011.
13. Kreis Minden-Lübbecke, hg. von Carola Bischoff, Rudolf Grothues, Friedhelm Pelzer und Klaus Temlitz, Red. Carola Bischoff. (= Städte und Gemeinden in Westfalen 13). Münster 2013.
14. Gelsenkirchen – Stadtentwicklung, Strukturwandel und Zukunftsperspektiven, von Hans-Werner Wehling, Red. Rudolf Grothues, Kartographie: Gudrun Reichert. (= Städte und Gemeinden in Westfalen 14). Münster 2014.
15. Der Kreis Unna, hg. von Carola Bischoff, Rudolf Grothues und Karl-Heinz Otto. (= Städte und Gemeinden in Westfalen 15). Münster 2017.
16. Die Stadt Lünen, von Sandra Hamer. (= Städte und Gemeinden in Westfalen 16). Münster 2017.
17. Die Stadt Unna, von Carola Bischoff. (= Städte und Gemeinden in Westfalen 17). Münster 2017.
18. Die Stadt Bergkamen, von Manfred Nolting. (= Städte und Gemeinden in Westfalen 18). Münster 2018.
19. Die Gemeinde Bönen, von Kathrin Fennhoff. (= Städte und Gemeinden in Westfalen 19). Münster 2018.
20. Die Stadt Fröndenberg (Ruhr), von Jochen von Nathusius. (= Städte und Gemeinden in Westfalen 20). Münster 2018.
21. Die Gemeinde Holzwickede, von Sandra Hamer. (= Städte und Gemeinden in Westfalen 21). Münster 2018.
22. Die Stadt Kamen, von Sanda Hamer. (= Städte und Gemeinden in Westfalen 22). Münster 2018.
23. Die Stadt Schwerte, von Moritz Schmidt. (= Städte und Gemeinden in Westfalen 23). Münster 2018.
24. Die Stadt Selm, von Friedhelm Pelzer. (= Städte und Gemeinden in Westfalen 24). Münster 2018.
25. Die Stadt Werne, von Patrick Frescher. (= Städte und Gemeinden in Westfalen 25). Münster 2018.
26. Die Gemeinde Beelen, von Alexander Kunz. (= Städte und Gemeinden in Westfalen 26). Münster 2019.
27. Die Stadt Warendorf, von Carola Bischoff. (= Städte und Gemeinden in Westfalen 27). Münster 2019.
28. Die Stadt Drensteinfurt, von Christian Hübschen. (= Städte und Gemeinden in Westfalen 28). Münster 2021.
29. Die Stadt Sendenhorst, von Christian Hübschen. (= Städte und Gemeinden in Westfalen 29). Münster 2022.
30. Die Stadt Herne, von Hans-Werner Wehling. (= Städte und Gemeinden in Westfalen 30). Münster 2023.

### Westfalen-Regional
Die landeskundliche Online-Dokumentation Westfalen-Regional ist die inhaltliche und mediale Fortsetzung der Anfang 2007 erschienenen Buchversion von Westfalen Regional, der 2010 ein zweiter sowie 2016 ein dritter Buchband folgte. In Kurzbeiträgen aus insgesamt acht Themenbereichen wird der Region durch die Autoren vorgestellt. Dabei liegt das Augenmerk nicht nur auf Westfalen als Gesamtraum, sondern auch seinen Teilgebieten (z. B. auf Münsterland, Emscher-Lippe-Region), seinen Städten und Gemeinden und nicht zuletzt seinen wirtschaftlichen und kulturellen Institutionen (namhafte Unternehmen, Kultureinrichtungen etc.), deren Bekanntheit und Bedeutung weit über die Grenzen Westfalens hinaus reicht. Darüber hinaus zielt Westfalen Regional auf die fachdidaktische Anwendung in Schulen ab (Schwerpunkt: Nordrhein-Westfalen). Dies gilt insbesondere für den Erdkundeunterricht in den Sekundarstufen I und II, wo laut Lehrplan die Untersuchung des Nah- bzw. Heimatraumes einen bedeutenden Schwerpunkt darstellt.

### Weitere Veröffentlichungen der Geographischen Kommission
Zu den weiteren Veröffentlichungen zählen:
- WebGIS Westfalen[3]
- Westfälische Geographische Studien[4]
- Siedlung und Landschaft in Westfalen[5]
- Geko Aktuell[6]
- Spieker – Landeskundliche Beiträge und Berichte[7]

und verschiedene weitere Arbeiten der Geographischen Kommission.